# Oscar López de la Fuente
Oscar Julio López de la Fuente (Montevideo, Uruguay, 3 de octubre de 1946) es un ingeniero y político uruguayo, quien se desempeñó como subsecretario (viceministro) del entonces Ministerio de Industria y Energía en 1988-1990.

## Primeros años
Nació en Montevideo el 3 de octubre de 1946.
Fue profesor de matemáticas en Enseñanza Secundaria entre 1969 y 1979 y profesor en la Escuela de Guerra Naval desde 1976. 
Desde 1974 se desempeñó como técnico en la entonces Secretaría de Planeamiento, Coordinación y Difusión (SEPLACODI) actual Oficina de Planeamiento y Presupuesto.
Paralelamente cursó estudios en la Facultad de Ingeniería de la Universidad de la República, graduándose como ingeniero civil. Posteriormente realizó cursos de postgrado en Evaluación Social de Proyectos y Programación de Inversiones en la Organización de Estados Americanos (OEA).

## Subsecretario de Industria y Energía
El 28 de setiembre de 1988 el presidente Julio María Sanguinetti y su ministro de Industria y Energía Jorge Presno designaron a López de la Fuente como nuevo subsecretario (viceministro) de dicha cartera,sucediendo a Gustavo Cola Cancela que había pasado a ocupar la presidencia de Pluna. 
Ocupó el cargo durante casi un año y medio, hasta la finalización del gobierno de Sanguinetti. 
Con la asunción del nuevo presidente Luis Alberto Lacalle, en marzo de 1990, Presno y López de la Fuente fueron reemplazados como ministro y subsecretario de Industria por Augusto Montesdeoca y Gustavo Cersósimo respectivamente.

## Actividades posteriores
En 1990 integró un Grupo Asesor Político para efectuar el seguimiento de las negociaciones que condujeron a la creación del Mercosur en 1991 mediante el Tratado de Asunción.
En 2001 fue designado como miembro del Organismo Técnico de Contralor dependiente del Ministerio de Industria, Energía y Minería con el cometido de realizar el seguimiento y contralor de la concesión del servicio de gas por cañería en Montevideo. Dicho organismo fue suprimido en noviembre de 2003, luego de la creación de la URSEA.
Se ha desempeñado como asesor en proyectos relacionados con el acuífero Guaraní.  En la actividad privada ha sido director de Eurosur SA y asesor de numerosas empresas.
En el plano intermacional, se ha desempeñado como consultor del Banco Interamericano de Desarrollo, el Programa de las Naciones Unidas para el Desarrollo y la OEA en proyectos de inversión en Argentina, Ecuador, México, Venezuela, y también en su país de origen, Uruguay.

## Vida personal
Es hijo de Oscar López Estremadouro, también ingeniero, fallecido en 1978,y de Julia Esther de la Fuente,quienes se habían casado en 1939.
Contrajo matrimonio en 1971 con Alicia Díaz Fassari.
Tras divorciarse, en 1979 se casó en segundas nupcias con Ana María Cancelo.
Nuevamente divorciado, en 1984 contrajo un tercer matrimonio con Graciela Raquel Hermida.